# Batalla de Beaumont
La batalla de Beaumont se libró el 30 de agosto de 1870 entre las fuerzas francesas y prusianas durante la guerra franco-prusiana, saliendo derrotados los ejércitos franceses.
Los contendientes de la batalla fueron el V Cuerpo de Ejército francés, bajo el mando del general Pierre Louis Charles de Failly, y el IV y XII Cuerpo de Ejército alemán (la mayoría de ellos no prusianos), al mando del rey Jorge de Sajonia. Los franceses fueron sorprendidos en sus acantonamientos y empujados hasta el río Mouzon, contabilizándose 4.800 bajas francesas por 3500 alemanas.